# Elektrische Bahnen der Stadt Bonn und des Rhein-Sieg-Kreises
Die Elektrischen Bahnen der Stadt Bonn und des Rhein-Sieg-Kreises GmbH (SSB) sind ein Kommunales Unternehmen im Bereich SPNV der SWB Bus und Bahn. Die Stadt Bonn und der umgebende Rhein-Sieg-Kreis sind jeweils zur Hälfte an der Gesellschaft beteiligt. Die Abkürzung SSB leitet sich von der akronymisierten Bezeichnung Siegburger und Siebengebirgsbahn ab, den zwei Strecken von Bonn in den rechtsrheinischen Rhein-Sieg-Kreis (Teil des Bonner Stadtbahnnetzes).

## Geschichte

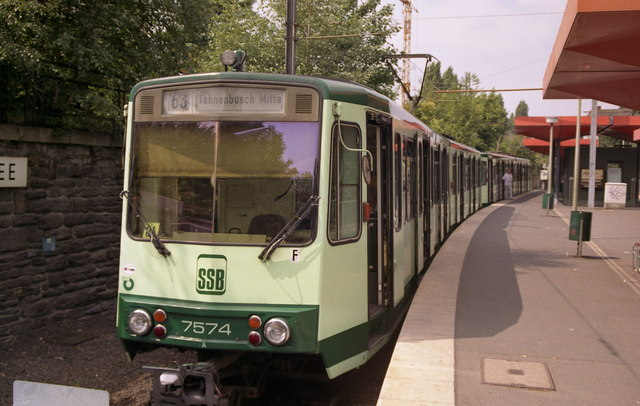
Stadtbahnwagen der SSB in Bad Godesberg Rheinallee (1991)

Alter Fahrschein, wie er bis in die 1970er Jahre von Schaffnern in den Zügen der SSB verkauft wurde

Seit Ende der 1880er Jahre gab es Pläne, die Zahnradbahnen des Siebengebirges mit öffentlichen Verkehrsmitteln an Beuel und die Stadt Bonn anzuschließen. Als 1906 die Rheinuferbahn der Köln-Bonner Eisenbahnen in Betrieb ging, beschloss der Landrat des Siegkreises, eine Bahn nach diesem Vorbild zu realisieren. Damit setzte sich die konventionelle Ausführungsweise gegen Vorschläge wie die einer Hängebahn oder gleislosen Bahn durch.
Am 13. Mai 1909 wurden zusammen mit Stadt und Kreis Bonn die Elektrischen Bahnen der Kreise Bonn-Stadt, Bonn-Land und des Sieg-Kreises gegründet, die diesen Namen bis zur Gemeindereform 1969 trugen. Die Gesellschaft erhielt die Konzession zum Bau und Betrieb einer elektrischen Kleinbahn (Siegburger Bahn) zwischen Bonn und Siegburg am 18. September 1910 für eine Dauer von 100 Jahren. Die Eröffnung der Siegburger Bahn fand am 5. September 1911 statt.
Wenig später erhielt die SSB auch die Konzession zum Bau der zweiten elektrischen Kleinbahn, der Siebengebirgsbahn. Der erste Streckenabschnitt von Beuel nach Königswinter wurde nach etlichen Schwierigkeiten am 18. März 1913 eröffnet, der weitere Abschnitt bis nach Bad Honnef folgte am 27. September 1925.
Zeitweise bot die SSB in Kooperation mit der KBE durchgehende Fahrscheine von Köln bis ins Siebengebirge an. Davon profitierte vor allem die Siebengebirgsbahn in Zeiten der wachsenden Konkurrenz durch den Autoverkehr.
Während des Zweiten Weltkrieges erlitt die Bahn erhebliche Schäden. So waren unter anderem die Brücken über den Rhein und die Sieg von den deutschen Truppen gesprengt worden. Der Wiederaufbau der Brücke über die Sieg wurde erst im Dezember 1946 und der Brücke über den Rhein am 12. November 1949 beendet.
Im Jahre 1960 wurden die beiden Strecken zur Kostensenkung zur Straßenbahn umkonzessioniert.
Die eingleisige Strecke der Siebengebirgsbahn zwischen Königswinter und Bad Honnef ist erst seit Juni 1994 mit Signalen gesichert, zuvor wurde hier mit Stabsicherung gefahren.
Ab 1998 wurde der Bahnhof Siegburg wegen des Baus der ICE-Neubaustrecke komplett umgebaut. Dabei wurde auch die Streckenführung der Siegburger Bahn geändert, eine neue Endstation unterhalb des Bahnhofs gebaut und der Haltepunkt Siegburg-Zange aufgegeben.

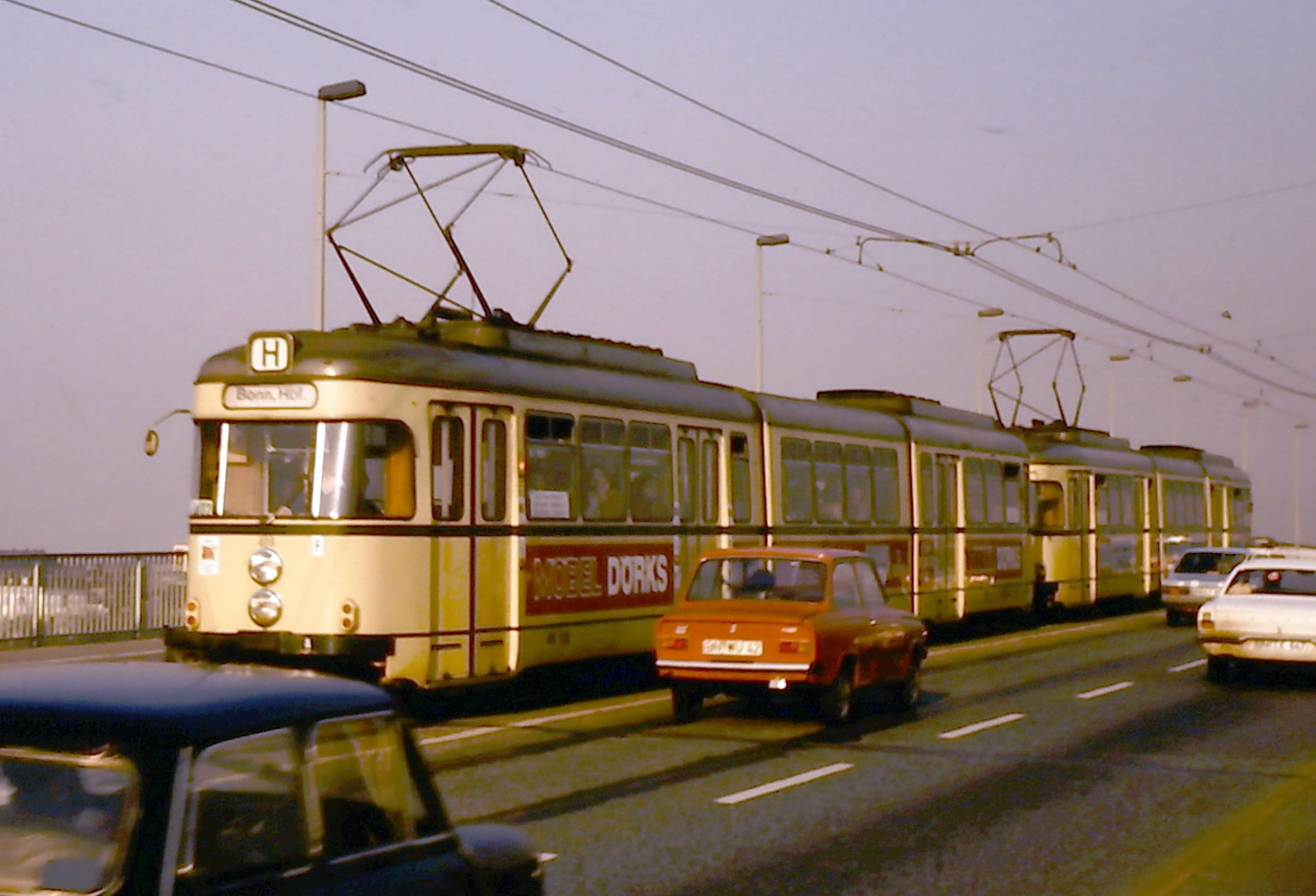
Düwag-Triebwagen der Linie H auf der Kennedybrücke (1982)

Im Rahmen des Gesamtprojektes Umbau und Beschleunigung der Linie 66 zwischen Bonn Hauptbahnhof und Siegburg Bahnhof wurde die Fahrleitung in Beuel Mitte der 2000er-Jahre erneuert und die Haltestellen größtenteils barrierefrei umgebaut. Auf der Kennedybrücke erhielt die Stadtbahn im Zuge der Sanierung und Verbreiterung Ende August 2010 einen eigenen Gleiskörper, welcher sie vom Individualverkehr unabhängig macht.
Das gesamte Stadtbahnnetz ist mit einem dynamischen Fahrgastinformationssystem ausgestattet.
Traditionell besteht eine enge Zusammenarbeit zwischen der SSB und der SWB Bus und Bahn. Seit dem Jahr 2004 liegt die Betriebsführung der SSB offiziell bei der SWB Bus und Bahn. Die SSB hat heute kein eigenes Personal mehr, dieses wird von der SWB gestellt. Die Geschäftsführung wird von Mitarbeitern der Stadtwerke Bonn bzw. des Rhein-Sieg-Kreises gebildet. Die SSB ist jedoch weiterhin im Besitz der Konzessionen der beiden Stadtbahnstrecken, Eigentümer der Fahrzeuge und der Infrastruktur (Gleisanlagen, Haltestellen). Zudem wird über die SSB das Betriebsdefizit zu jeweils auf 50 % auf die Stadtwerke Bonn und den Rhein-Sieg-Kreis, die beiden Eigentümer, abgewickelt.
Zum 1. Januar 2014 wurde die Gesellschaft von einer oHG in eine GmbH umgewandelt und zugleich der Anteil der Stadtwerke Bonn auf 50,1 % erhöht.

## Einzelbelege
1. ↑  Nahverkehrsunternehmen SSB wird künftig GmbH. Stadtwerke Bonn, 6. Dezember 2013, archiviert vom Original (nicht mehr online verfügbar) am 15. Dezember 2013; abgerufen am 10. Dezember 2013 (Pressemitteilung).